# Hybocoptus ericicola
Hybocoptus ericicola là một loài nhện trong họ Linyphiidae.
Loài này thuộc chi Hybocoptus. Hybocoptus ericicola được Eugène Simon miêu tả năm 1881.